# Mafaldine
Les mafaldine ou reginette (de l'italien qui signifie littéralement en français « petites reines ») sont des pâtes alimentaires de la forme d’un ruban d’environ un centimètre de largeur et aux bords dentelés. Elles doivent leur nom à la princesse Mafalda de Savoie. Elles sont aussi appelées lasagnette ricce, c'est-à-dire « petits lasagnes bouclés ».

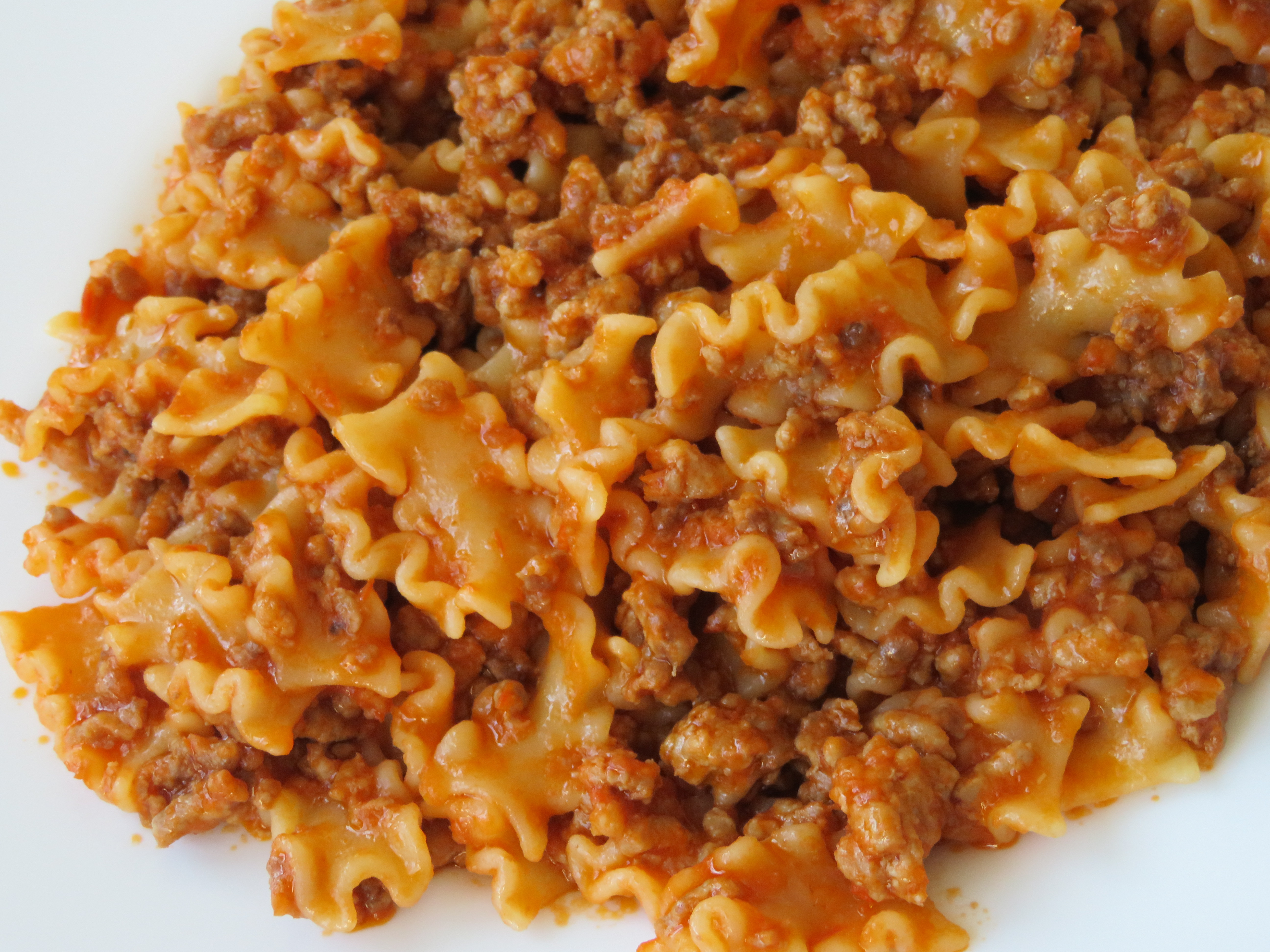
Mafaldine court

## Aspect
Ces pâtes ressemblent a une espèce de plante s'appelant Asplenium nidus 'Victoria'.